# Violeta Yakova
Violeta Jakova ou Violeta Yakova (em língua búlgara: Виолета Якова; Dupnitsa, 2 de junho de 1923 - Radomir, 18 de junho de 1944) foi uma partisana judia, do Partido Comunista Búlgaro. Yakova, cujo nome de guerra era "Ivanka", participou no assassinato de vários militares nazistas, incluindo o assassinato do chefe da polícia búlgara, Atanas Fantev e do tenente geral Hristo Lukov. Foi perseguida pelas forças de segurança búlgaras e em junho de 1944, depois de ser ferida durante um confronto com a polícia na cidade de Radomir, foi capturada e depois torturada até a morte.

## Biografia
Violeta Yosifova Yakova nasceu numa família sefardita muito pobre em Dupnitsa; seu pai, Yosef Yakov, um pequeno comerciante, morreu muito dantes de que ela nascesse. A difícil situação económica de Bulgária depois da Primeira Guerra Mundial provocou a migração de muitas famílias judias desde pequenos povoados para as grandes cidades do país, e, baixo estas circunstâncias, sua famillia transladou-se para a capital, Sofía. Violeta aprendeu costura e foi contratada lá como aprendiz de sastre. Para muitos jovens búlgaros judeus nos fins da década dos anos 1930, seu idealismo ameaçado por um regime alinhado com o Eixo, foi um estímulo muito importante para eles se comprometer com o sionismo e com organizações de esquerda, que começavam a despregar actividades clandestinas contra o governo, informantes e servidores públicos
pró-nazistas em Bulgária. Em 1939, Yakova uniu-se à organização juvenil do Partido Comunista de Bulgária. Em 1942, depois de que Bulgária se unisse ao Eixo e assinasse o Pacto Tripartito, se uniu à resistência clandestina e tomou o nom de guerre "Ivanka".
Muitos jovens judeus participaram em ataques em Sofía. Junto com Anjel Vagenstein, Yakova incendiou em 1942 uma fábrica têxtil da cidade, que produzia uniformes para a SS.  Junto a Leon Kalaora e Dano Albahara, formaram um esquadrão de morte que assassinou a vários conhecidos antisemitas e informantes nazistas. De todos eles, Yakova era considerada a guerrilheira mais hábil; ela foi quem assassinou ao tenente geral Hristo Lukov e ao chefe da polícia búlgara, coronel Atanas Fantev. A inícios de março de 1944, a polícia búlgara conseguiu informação de inteligência em relação ao paradeiro de Yakova e começaram uma caçada humana. Yakova foi localizada em junho desse ano, e capturada depois de um tiroteio com a polícia, durante o qual foi ferida. Foi estuprada, atingida e torturada até a morte.

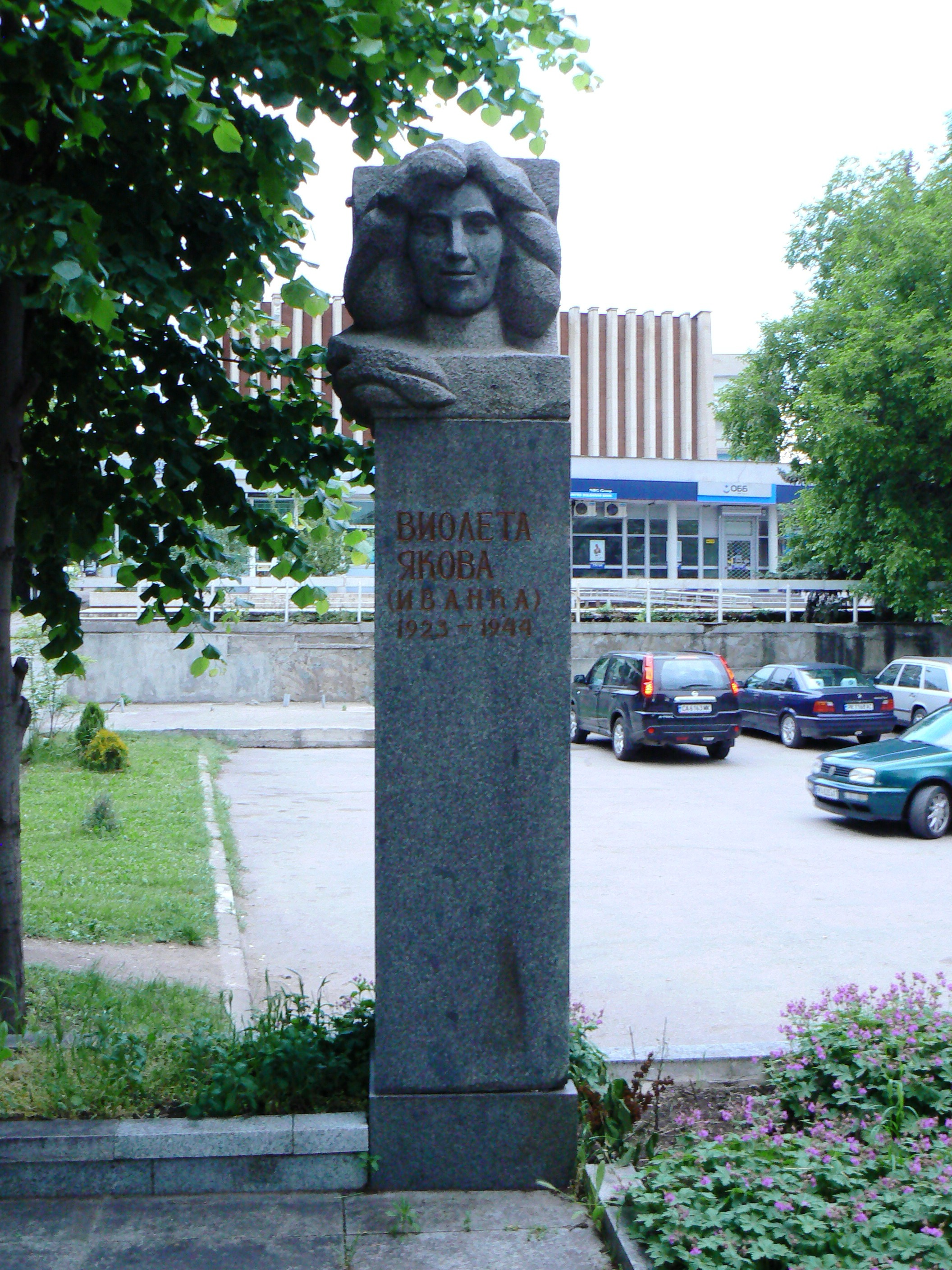
Monumento erguido na cidade de Radomir.

## Homenagens
As circunstâncias de sua morte, assim como sua coragem, fizeram de Yakova um símbolo da resistência contra o regime fascista  de Bulgária, o regime comunista fez dela uma heroína nacional. Em 1970, Vulo Radev produziu o filme "Черните ангели" (Anjos negros), sob o assassinato de militares pró-nazistas por jovens, onde Yakova ocupa um papel protagónico. A cidade de Radomir tem levantado um monumento em sua memória.